# Baghdadi Museum
Baghdadi Museum (arabiska المتحف البغدادي) är ett museum för folklore. Museet, som invigdes 1970, är beläget i Rusafa på Tigris östra strand i Bagdad.